# Acontias tristis
Acontias tristis — вид сцинкоподібних ящірок родини сцинкових (Scincidae). Мешкає в Південно-Африканській Республіці.

## Поширення і екологія
Acontias tristis мешкають в регіоні Малого Намакваленду на заході Північнокапської провінції та на крайній півночі Західнокапської провінції, можливо, також на півдні Намібії. Вони живуть в піщаних пустелях і напівпустелях, на висоті до 1000 м над рівнем моря.